# Михаило Васић
Михаило Васић (Београд, 20. јул 1993) српски је кошаркаш. Игра на позицији крила, а наступа за 3x3 репрезентацију Србије.

## Спортска каријера
Игра за KK Лиман. Представља 3x3 репрезентацију Србије. Наступио је за Србију на Олимпијским играма у Токију 2020. (одржале се 2021. због пандемије вируса корона); први пут да је 3x3 уврштен у олимпијски програм. Са репрезентацијом је стигао до полуфинала, победили су Белгију у борби за треће место са 21:10 и тако освојили бронзану медаљу. Са репрезентацијом је освојио златну медаљу на Европском првенству 2021. године.

## Награде

### Друге награде
- 2022: Награда Браћа Карић